# Embalse de Forata
El embalse de Forata se encuentra situado en el municipio de Yátova, en el interior de la provincia de Valencia, Comunidad Valenciana, España. Pertenece a la Confederación Hidrográfica del Júcar.
Se construyó en el año 1969 en el cauce del río Magro sobre una superficie de 231 hectáreas y con una capacidad máxima de 37 hm³. Tiene una presa de gravedad.

## Historia
Debido a que se encontraba solamente al 14,16 % de su capacidad, pudo amortiguar parte de los efectos de la DANA de 2024. El embalse de Forata jugó un papel esencial reteniendo gran parte de las precipitaciones que cayeron entonces en la cuenca del río Magro. Aunque hubo que desembalsar parte del agua para evitar sobrepasar la capacidad (y por tanto provocar la ruptura) de la presa, el caudal que se liberó (1000 m³/s) fue menor a la entrada de agua en el embalse (2000 m³/s), demostrando una gran eficacia en limitar el mismo y evitar una riada aún más devastadora que hubiese tenido lugar de no haber existido el embalse. Por desgracia, esto no evitó las inundaciones río abajo debido a la intensidad de las lluvias, pero sí previno una catástrofe mayor.